# Joseph S. Clark
Joseph Sill Clark, Jr., född 21 oktober 1901 i Philadelphia, Pennsylvania, död 12 januari 1990 i Philadelphia, Pennsylvania, var en amerikansk demokratisk politiker. Han representerade delstaten Pennsylvania i USA:s senat 1957-1969.
Clark avlade grundexamen vid Harvard University. Han avlade sedan 1926 juristexamen vid University of Pennsylvania och inledde därefter sin karriär som advokat i Philadelphia. Han deltog i andra världskriget i US Army Air Forces och befordrades till överste. Han var borgmästare i Philadelphia 1952-1956.
Clark besegrade sittande senatorn James H. Duff i senatsvalet 1956. Han omvaldes 1962. Han profilerade sig i senaten som motståndare till Vietnamkriget och som förespråkare för restriktioner mot att bära vapen. Han besegrades i senatsvalet 1968 av republikanen Richard Schweiker.